# Darte
"Darte" é uma canção da cantora brasileira Ivete Sangalo, com participação do cantor colombiano Juanes, cantada mistamente em língua portuguesa e língua espanhola. A canção foi lançada como um single promocional do álbum Multishow ao Vivo: Ivete Sangalo no Madison Square Garden (2010). 

## Informações
Em 2010, o cantor Juanes anunciou em seu Twitter que estaria presente na gravação do terceiro álbum ao vivo de Sangalo em uma faixa inédita: "queria contarles a todos los fans de Brasil que en sep grabare con Ivete Sangalo para su album!!!". O cantor também disse que "um dos maiores sonhos de artistas brasileiros e latinos é poder compartilhar e interagir".
A canção faz parte da trilha sonora da telenovela da TV Globo, Cheias de Charme (2012). Sangalo fez uma participação na trama cantando a faixa junto com a personagem Chayene, interpretada por Cláudia Abreu.

## Videoclipe
O videoclipe da canção foi gravado em 4 de Setembro de 2010, no Madison Square Garden, em Nova Iorque, sob a direção de Nick Wickman e com a participação no palco do cantor Juanes.

## Paradas
| Paradas (2011)               | Melhor posição |
| ---------------------------- | -------------- |
| BR Billboard Hot 100 Airplay | 65             |